# Aurélie Revillet
Aurélie Revillet, née le 13 février 1986 à Moûtiers, est une skieuse française, licenciée au ski club Arêches-Beaufort.

## Carrière sportive
Après des années juniors convaincantes, (double victoire au Coq d'Or en 1999 et 6 titres de championne de France en catégorie jeunes 2000-2001-2003-2004-2005-2006) avec notamment, aux Championnats du monde junior, une 4e place (2005) et une 3e place (2006) en descente, elle intègre ensuite l'Équipe de France A, en vitesse.
Lors de la saison 2008/2009 elle se fait remarquer avec une 5e place lors de la descente de Coupe du monde à Tarvisio en Italie, finissant cette même saison avec une 17e place au classement général de la discipline. Elle poursuit sa progression pour terminer 12e du classement de la coupe du monde de descente en 2010. Elle comptabilise 81 départs en coupe du monde de 2007 à 2012, une 7e place à Garmisch en 2012, et 3 titres de championne de France de descente (2006, 2009 et 2010). Elle compte aussi une participation aux Jeux olympiques en 2010, où elle est 17e de la descente et 22e du super G.
Membre des équipes de France militaires de ski, elle annonce prématurément sa retraite sportive le 16 avril 2012.
Mariée en décembre 2013, après avoir mené 4 ans d'études de masso-kinésithérapie, elle exerce désormais en tant que Masseur-Kinésithérapeute Diplômé d'Etat.

## Palmarès

### Jeux olympiques d'hiver
| Épreuve / Édition | Vancouver 2010 |
| Descente          | 17e            |
| Super G           | 22e            |
| Slalom géant      | —              |

### Championnats du monde
| Épreuve / Édition | Val d'Isère 2009 | Garmisch-Partenkirchen 2011 |
| Descente          | 12e              | 26e                         |
| Super-G           | 24e              | -                           |
| Super-Combiné     | -                | Abandon                     |

### Coupe du monde
- Meilleur classement général : 51e en 2010.
- Meilleur résultat : 5e.

| Année/Classement | Général | Général | Descente | Descente | Slalom | Slalom | Slalom géant | Slalom géant | Super G | Super G | Combiné | Combiné |
| Année/Classement | Class.  | Points  | Class.   | Points   | Class. | Points | Class.       | Points       | Class.  | Points  | Class.  | Points  |
| ---------------- | ------- | ------- | -------- | -------- | ------ | ------ | ------------ | ------------ | ------- | ------- | ------- | ------- |
| 2007             | 125e    | 4       | 52e      | 2        | -      | -      | -            | -            | -       | -       | 47e     | 2       |
| 2008             | 67e     | 61      | 33e      | 39       | -      | -      | -            | -            | 43e     | 7       | 30e     | 15      |
| 2009             | 52e     | 126     | 17e      | 104      | -      | -      | -            | -            | 39e     | 22      | -       | -       |
| 2010             | 51e     | 147     | 12e      | 147      | -      | -      | -            | -            | -       | -       | -       | -       |
| 2011             | 68e     | 75      | 24e      | 75       | -      | -      | -            | -            | -       | -       | -       | -       |
| 2012             | 65e     | 92      | 21e      | 92       | -      | -      | -            | -            | -       | -       | -       | -       |

### Championnats de France

#### Elie
- 3 fois championne de France de descente en 2006, 2009 et 2010.

#### Jeunes
2 titres de Championne de France (après 2005)